# سیارک ۲۵۰۲۲
سیارک ۲۵۰۲۲ (به انگلیسی: 25022 Hemalibatra، نامگذاری:1998QK18) بیست و پنج هزار و بیست و دومین سیارک کشف شده‌است که در ۱۷ اوت ۱۹۹۸ کشف شد.
قدر مطلق سیارک برابر ۱۰.۲ است.